# Kiss Menyhért
Havadtői Kiss Menyhért, Kiss József Menyhért (Nyárádköszvényes, 1880. március 19. – Budapest, 1934. október 14.) költő, író, kereskedelmi tanárképző iskolai tanár.

## Élete
Kiss Antal és Ács Rozália fiaként született. Marosvásárhelyen tett érettségi vizsgát, ezt követően Budapesten és Kolozsvárott folytatott jogi tanulmányokat, majd 1906-ban megszerezte az államtudományi doktorátust. Ezután Szászrégenben vármegye szolgálatban állott. 1907-től Nyárádszeredára kinevezték szolgabírónak, azonban nem foglalhatta el állását. 1910-ben letette a pénzügyi szakvizsgát, majd a budapestvidéki pénzügyi igazgatósághoz került, ahol fogalmazói állást töltött be. Közben 1904-től újságíróként dolgozott, 1913-tól pedig felső kereskedelmi iskolai tanár volt a fővárosban.
Az első világháború alatt a kórházakban előadásokat tartott a katonáknak, amiért a II. osztályú Vörös-Kereszt érmet kapta. 1917-ben a VKM III/A. ügyosztályába rendelték. A háború alatt háborús verseket írt, 1919 után irredenta szelleműben jelentek meg írásai. 1918-ban a forradalom idején a minisztériumból elbocsátottak, ezután a Múzeumok és Könyvtárak Országos Felügyelőségénél helyezkedett el.
1920. október 20-tól 1922-ig a nagyszentmiklósi kerület pártonkívüli nemzetgyűlési képviselője, s tagja volt az Ébredő Magyarok Egyesületének (ÉME), 1923 és 1929 között Gömbös Gyula fajvédő pártjának. 1926-ban a budapesti VII. kerületi állami kereskedelmi iskola tanára lett.
Több verskötete és elbeszélésgyűjteménye is megjelent, a petőfieskedők hazafiságának egyik képviselője volt. 1934-ben hunyt el szívbénulásban. Neje Moledna Berta Mária Terézia Erzsébet volt.

## Fontosabb művei
- Az arany pók. Elbeszélések. Bp., 1905.
- Versek. Bp., 1907.
- Örök tűz. Versek. Bp., 1913.
- Tábortűz. Versek. Bp., 1915.
- Boldog emberek. Bp., 1918.
- Székely falum. Bp., 1920.
- Assisi Szt Ferenc. Bp., 1927.